# Kepler-48
Kepler-48 — звезда, которая находится в созвездии Лебедя на расстоянии около 1056 световых лет от нас. Вокруг звезды обращаются, как минимум, три планеты.

## Характеристики
Kepler-48 представляет собой солнцеподобную звезду, примерно равную по размерам Солнцу. Впервые в астрономической литературе упоминается в каталоге 2MASS, опубликованном в 2003 году. Масса звезды равна 0,89 солнечной, а радиус — 0,89. Температура поверхности звезды составляет приблизительно 5190 кельвинов.

## Планетная система
В 2012 году группой астрономов, работающих с данными, полученными орбитальным телескопом Kepler, было объявлено об открытии  двух планет (Kepler-48 b и Kepler-48 c) и одного неподтверждённого кандидата (KOI-148.03) в системе. Все они представляют собой массивные планеты, обращающиеся очень близко к родительской звезде. Открытие планет было совершено транзитным методом.